# The Last March of the Ignorants
Albums de Hateful Monday
Take A Breath
(2003) Half A World Away
(2008)
The Last March of the Ignorants est le second album du groupe punk-rock genevois Hateful Monday, datant d'avril 2006.

## Pistes de l'album
1. The Destruction Anthem (3:58)
2. The Saddest Eyes (4:10)
3. Nightmare (4:11)
4. Unsafe Secrets (3:21)
5. Pawn of the Government (2:55)
6. The Last March of the Ignorants (4:08)
7. October Day (3:03)
8. Tonight (4:12)
9. Go Away (3:43)
10. I Suppose Chomsky's Right (4:55)
11. Take Decisions (4:53)

La version japonaise de l'album, elle aussi sortie en 2006 (label Unattractive Records), comprend une piste supplémentaire : 0,5 Mg Per Day.

## Membres du groupe pour l'enregistrement
- Reverend Seb : chant, guitare basse, chœurs (c'est également l'auteur des textes)
- Igor Gonzola : batterie
- Gr3g : guitare, guitare rythmique, chœurs
- Matt : guitare, guitare rythmique, chœurs

## Texte d'introduction
On retrouve à l'intérieur de la pochette un court texte d'introduction à l'album qui pose le contexte des chansons.
« Nous n'avions aucune cause à défendre, aucune guerre, nous ne subissions aucune oppression ...

Nous avons toujours été la majorité flagrante, la confortable classe moyenne vautrée dans le luxe et l'abus, en manque de rien et lasse de tout ...
Sans égard pour ce qui nous entourait, nous nous plaignions inlassablement sans savoir quoi dire exactement.
Réfugiés dans des valeurs factices, nous n'avons pas vu le danger qui nous guettait.

Nous ne sentions pas la terre gronder, nous ne pensions pas que cette ère tant prospère s'écroulerait, nous ramenant à notre triste réalité ...
Certains d'entre nous dansent encore, ravis et insouciants, sur la carcasse d'un monde à l'agonie ...

La Dernière Marche Des Ignorants. »